# Anticon
Anticon (Eigenschreibweise anticon.) war ein Independent-Label aus der Küstenregion San Franciscos und wurde 1998 von sieben Musikern und dem heutigen Manager Baillie Parker gegründet. Der Name Anticon steht für „anti-conventional“, beziehungsweise „anti-conformity“ oder auch „ant-icon“, was durchaus als Wortspiel in Bezug auf das Logo Anticons, einer Silhouette einer Ameise (engl. Ant), zu verstehen ist.
Die Künstler innerhalb des Anticon-Kollektivs treten sowohl in Gruppen als auch als Solisten auf und arbeiten oft mit anderen Künstlern innerhalb und außerhalb des Kollektivs zusammen. Viele Mitglieder gehören mehreren Labels an, einige haben sogar ihr eigenes kleines Independent-Label durch das sie ihre eigenen Werke veröffentlichen.
Nicht zuletzt durch diesen großen Einfluss verschiedener Musiker und Stile hat sich Anticon zu einer Gruppe von Künstlern, die ihren Ursprung größtenteils im Hip-Hop-Genre haben, mit breitgefächertem Musikstil und starken Einflüssen aus Electronica, Folk und Indie-Rock entwickelt. Obwohl man Anticons musikalisches Spektrum lange nicht mehr mittels eines Genres beschreiben kann, gelten sie dennoch als Begründer des Avantgarde-Hip-Hop.

## Geschichte
Die einzelnen Mitglieder stammen aus allen Teilen der USA und lernten sich Mitte der 1990er über das Internet kennen. Sie verband miteinander das Interesse für eine ganz bestimmte Form der Hip-Hop-Musik. Per E-Mail und Chat tauschten sie sich untereinander aus und sammelten auf diese Weise über die Jahre sehr viel Material an.
1998 trafen sich Sole, Doseone, Alias und Slug erstmals persönlich und nahmen in nur zwei Tagen ein erstes gemeinsames Album auf, für das sie sich "Deep Puddle Dynamics" nannten und welches 1999 auf dem eigens gegründeten Label Anticon erschien. Kurz darauf erschienen die ersten Solo-Alben. Hemispheres von Doseone war das Erste, das 1998 bei Funksion/1200 Hobos erschien.
Einige von ihnen, Sole, Jel, Alias und DJ Mayonnaise zogen gemeinsam nach East Oakland in die Bay Area. Dort existierte Ende der 90er bereits eine sehr experimentierfreudige und innovative Hip-Hop-Szene. Zahlreiche Alben sind seitdem erschienen. Die meisten gelten als richtungsweisend für den Independent-Hip-Hop.
2018 gab das Label nach dem Tod von Gründungsmitglied Alias seine Schließung bekannt.

## Mitglieder
Anticon Records wurde von den folgenden Musikern gegründet:
- Sole (Tim Holland)
- Alias (Brendon Whitney)
- Atmosphere
- Doseone (Adam Drucker)
- Jel (Jeff Logan)
- Odd Nosdam (David P. Madson)
- Pedestrian (James Brandon Best)
- Why? (Yoni Wolf)

Weitere Künstler, die über Anticon veröffentlichten, sind:
- 13&God (Themselves mit Markus Acher, Micha Acher & Console (Martin Gretschmann) von The Notwist)
- Alias & Ehren (Brendon Whitney & Ehren Whitney)
- Alias & Tarsier (Brendon Whitney & Rona Rapadas)
- Bracken (Chris Adams)
- Buck 65
- Daedelus (Alfred Darlington)
- Darc Mind (Kevroc & X-Ray)
- DJ Mayonnaise (Chris Greer)
- Dosh (Martin Dosh)
- Eyedea
- Passage (David Bryant)
- Restiform Bodies (Passage, Telephone Jim Jesus & The Bomarr Monk)
- Sage Francis
- SJ Esau (Samuel Wisternoff)
- Sole and the Skyrider Band (Tim Holland, Bud Berning, John Wagner & William Ryan Fritch)
- Son Lux (Ryan Lott)
- Thee More Shallows (Dee Kesler, Chavo Fraser & Jason Gonzales)
- Themselves (Doseone, Jel und Dax Pierson)
- Telephone Jim Jesus (George Chadwick)
- Young Fathers (Alloysious Massaquoi, Kayus Bankole, 'G' Hastings)

### Kollaborateure
Viele andere Musiker waren an Werken von Anticon-Künstlern mitwirkend:
Dax Pierson, Slug und Ant (Mitglieder von Atmosphere), Mr Dibbs, DJ Signify, Eyedea, DJ Abilities, J. Rawls, Moodswing9, Circus, Controller7, Boom Bip, JD Walker, Josh Martinez, Sixtoo, Matth, Fog (Andrew Broder), Hood, Hrvatski, Electric Birds, John Herndon (Grapedope/Tortoise), Stefanie Bohm (Ms. John Soda), Jessica Bailiff, Tarsier, Mike Patton und Boards of Canada.

## Projekte
Das Anticon-Kollektiv war außerdem für seine vielen musikalischen Projekte bekannt, die interessanterweise gar nicht auf dem hauseigenen, sondern auf befreundeten Labels oder sogar auf den kleinen Labels der jeweiligen Künstler erschienen. Beispielhaft dafür ist die Gruppe Subtle, welche großen Erfolg auf dem Label Lex Records feiert.
Einige dieser Projekte sind
- cLOUDDEAD (Why?, Doseone & Odd Nosdam)
- Deep Puddle Dynamics (Sole, Doseone, Alias & Slug von Atmosphere)
- Greenthink (Doseone & Why?)
- Subtle (Doseone, Jel, Dax Pierson, Jordan Dalrymple, Alexander Kort & Marty Dowers)
- Beyond Space Presents Vol. 1 (Sole, Odd Nosdam, Passage, Alias, Telephone Jim Jesus & The Bomarr Monk)
- Hymie's Basement (Why? & Andrew Broder von Fog)
- Reaching Quiet (Why? & Odd Nosdam)